# 이정근 (1960년)
이정근(李正根, 1960년 7월 29일~)은 대한민국의 레슬링 선수, 지도자이다. 1984년 하계 올림픽에서 남자 자유형 페더급 동메달을 획득했다. 은퇴 후에는 대한민국 남녀 레슬링 국가대표팀 감독과 주오 대학 코치를 맡았다.